# Francis Jammes
Francis Jammes (Tournay, 2. prosinca 1868. – Hasparren, 1. studenoga 1938.) bio je francuski književnik.
Godine 1905. obratio se na katoličanstvo. Napisao je zbirku Kršćanske georgike (Les Géorgiques chrétiennes, I–III). Objavio je više novela i romana. Smatra ga se začetnikom poetike naive, tj. žamizma (jammisme). Utjecao je na hrvatsko pjesništvo između dva svjetska rata.